# Herb Boliwii
Herb Boliwii – jeden z symboli Boliwii.

## Opis
Herb przedstawia kondora. Jest to symbol siły, godności i wzniosłych celów dla wielu kultur Ameryki Południowej. Na tarczy herbowej przedstawiono górę Potosí (symbol bogactw mineralnych), alpakę (królestwo zwierząt) i drzewo chlebowe (królestwo roślin). Słońce odzwierciedla wolność, a snop zboża - rolnictwo. Dziesięć gwiazdek, to dziesięć departamentów Boliwii i jeden nadmorski utracony na rzecz Chile. Skrzyżowana broń i flagi symbolizują gotowość do obrony ojczyzny.

Herb Boliwii w latach 1825–1826
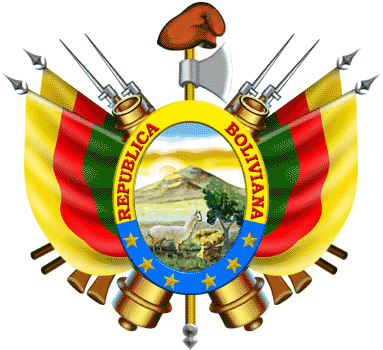
Herb Boliwii w latach 1826–1888